# Bodil Kjær
 Ikke at forveksle med skuespillerinden Bodil Kjer.
 Der er for få eller ingen kildehenvisninger i denne artikel, hvilket er et problem. Du kan hjælpe ved at angive troværdige kilder til de påstande, som fremføres i artiklen.

Bodil Kjær (født 11. marts 1932 i Hatting) er en dansk arkitekt, uddannet i London og København.
Fra 1955 og fremover tegnede og udviklede hun elementer af arkitektur så som møbler og belysningslegemer for institutionsbyggerier, men også vaser, skåle og enkelte møbler til hjemmet.
Hun drev egen tegnestue i København og senere i London og Aarhus efter nogle år som ansat i ingeniørvirksomheden Arup Group engelske afdeling. Her udførte hun adskillige større transformationsprojekter af byggerier i Italien gennem 12 år.
Fra og med 1965 fokuserede hun hovedsageligt på teamwork med folk fra mange professioner om planlægning og design af fleksible, sunde og levende arbejdsomgivelser for brugere og ansatte i fabrikker, kontorer og universiteter i England og Italien.
Om dette arbejde forelæste hun for arkitektstuderende i England, Danmark og USA og skrev om emnet i fagtidsskrifter i flere lande. I sin senere stilling som fastansat professor på University of Maryland, nær Washington D.C., hvor hun lavede undervisningsforløb, der involverede forskellige fag og især involverede fleksibelt arbejdsmiljø og fleksibelt byggeri. Hun fortsatte sit akademiske virke i Danmark.
I 1990 udgav Kjær en artikel om møbelarkitekten Grete Jalk, som hun kaldte "den store dame i dansk design".
Efter 1995 har hun, som arkitekt og borger, beskæftiget sig en del med at være med til at forbedre byer for deres borgere. Dette gjorde hun blandt andet i den store udstilling På Vej, som blev vist i Københavns Rådhus under den internationale FN Kvindekonference d. 17.-27. juli 1980, og Aarhus Rådhus under Aarhus Festuge d. 6.-14. september 1980, inden den rejste videre til Hjørring. Udstillingen var et samarbejde mellem Bodil Kjær, Kirsten Birch (født 1940, i dag kaldet Kirsten Birk Hansen) og den kollektive tegnestue Thyra, stiftet af Bodil Damgaard, Anne Fogh, Kirsten Hanson, Karen Kratina and Marianne Nielsen.

Selv om størrelsen og kompleksiteten af hendes arbejder er forøget ganske meget i årenes løb, så har hun samtidig fortsat sit oprindelige arbejde med design for de nære omgivelser dvs. møbler til offentlige bygninger – eller elementer af arkitektur, som hun foretrækker at kalde disse designs der nu kan ses på film og fjernsyn og ofte på auktioner i Danmark og udlandet. Hendes skrivebord The Desk i palisander og børstet stål har medvirket i to James Bond-film.
””Intet, absolut intet i min professionelle karriere har haft en endegyldig begyndelse eller en endegyldig afslutning, det har alt sammen været én flydende bevægelse…” Bodil Kjær, 2018.
Rettighederne til Bodil Kjærs designs har siden januar 2016 været repræsenteret af FORM Portfolios.

## Priser
- 2025: Wilhelm Hansen Fondens Finn Juhl Prisen sammen med designduoen Frederik Gustav, som "på tværs af generationer og traditioner begge formår at skabe kreativitet og funktionalitet i både møbler og rum".[9]
- 2022: Akademiraadets Thorvald Bindesbøll Medaljen for sit virke som møbeldesigner båret af et arkitektonisk helhedssyn.[10]
- 2022: Statens Kunstfonds livsvarige hædersydelse for sit virke som designer og arkitekt, samt en mangeårig karriere som forsker, underviser og formidler af dansk arkitektur gennem utallige artikler og foredrag.[11]